# The Strain (série de televisão)
The Strain (Brasil: The Strain: A Tenção ) foi uma série de televisão estadunidense transmitida pelo canal FX (Brasil) e FOX (Portugal) de 13 de julho de 2014 a 17 de setembro de 2017. Criada por Guillermo del Toro, Chuck Hogan e com base em sua novela trilogia de mesmo nome.

## Enredo
Um avião aterrissa no Aeroporto Internacional John F. Kennedy, com as luzes apagadas e portas seladas. O epidemiologista Dr. Ephraim Goodweather e sua equipe são enviados para investigar. A bordo encontram 206 corpos e quatro sobreviventes. A situação deteriora-se quando todos os corpos desaparecem do necrotério. Goodweather e um pequeno grupo de auxiliares encontram-se lutando para proteger não só os seus próprios entes queridos, mas toda a cidade, a partir de uma antiga ameaça para a humanidade.

## Elenco

### Elenco principal
- Corey Stoll como Dr. Ephraim "Eph" Goodweather
- David Bradley como professor Abraham Setrakian
- Mía Maestro como Dra. Nora Martinez
- Kevin Durand como Vasiliy Fet
- Jonathan Hyde como Eldritch Palmer
- Richard Sammel como Thomas Eichhorst
- Sean Astin como Jim Kent (temporada 1)
- Jack Kesy como Gabriel Bolivar
- Natalie Brown como Kelly Goodweather
- Miguel Gómez como Augustin "Gus" Elizalde
- Ben Hyland como Zach Goodweather
- Ruta Gedmintas como Dutch Velders

### Elenco recorrente
- Pedro Miguel Arce como Felix (temporada 1)
- Adriana Barraza como Guadalupe Elizalde
- Anne Betancourt como Mariela Martine
- Francis Capra como Crispin Elizalde
- Roger Cross como Mr. Fitzwilliams
- Leslie Hope como Joan Luss (temporada 1)
- Daniel Kash como Dr. Everett Barnes
- Regina King como Ruby Wain
- Robert Maillet como o mestre
- Steven McCarthy como Gary Arnot (temporada 1)
- Rupert Penry-Jones como Mr. Quinlan
- Melanie Merkosky como Sylvia Kent
- Drew Nelson como Matt Sayles (temporada 1)
- Alex Paxton-Beesley como Ann-Marie Barbour (temporada 1)
- Kim Roberts como Neeva
- Jonathan Potts como capitão Doyle Redfern (temporada 1)
- Nikolai Witschl como Ansel Barbour (temporada 1)

## Recepção
A primeira temporada recebeu críticas positivas dos críticos, e recebeu uma pontuação de 72 de 100 com base em 38 opiniões no Metacritic. A primeira temporada detém uma classificação com "Certificado fresco" com uma pontuação de 87% no Rotten Tomatoes. No seus estado de consenso diz: "The Strain faz a maioria de seus temas familiares através de uma combinação eficaz de emoções sobrenaturais e B-filme Gore - embora possa não agradar a todos".
A segunda temporada recebeu críticas positivas, e tem uma avaliação no Metacritic de 66 de 100 baseado em 8 opiniões. No Rotten Tomatoes, tem uma avaliação de 79%, com o consenso "a ação sangrenta de The Strain ajuda a compensar uma narrativa sem foco, enquanto subtexto político e filosófico do show adicionam peso necessário para os espectadores adultos."